# Пингуй
Пингу́й (кит. упр. 平桂, пиньинь Píngguì) — район городского подчинения городского округа Хэчжоу Гуанси-Чжуанского автономного района (КНР).

## История
В 1930-х годах в этих местах, на стыке уездов Хэсянь (贺县) и Чжуншань, началась добыча цветных металлов (олова и вольфрама).
После вхождения этих мест в состав КНР в конце 1949 года был образован Специальный район Пинлэ (平乐专区) провинции Гуанси, и эти земли вошли в его состав. В 1958 году провинция Гуанси была преобразована в Гуанси-Чжуанский автономный район; Специальный район Пинлэ был при этом расформирован, и эти земли вошли в состав Специального района Учжоу (梧州专区).
В 1971 году Специальный район Учжоу был переименован в Округ Учжоу (梧州地区).
Постановлением Госсовета КНР от 27 февраля 1997 года из округа Учжоу был выделен Округ Хэчжоу (贺州地区), при этом уезд Хэсянь был преобразован в городской уезд Хэчжоу. К концу XX века местные месторождения цветных металлов истощились, и шахты были закрыты.
Постановлением Госсовета КНР от 3 июля 2002 года были расформированы округ Хэчжоу и городской уезд Хэчжоу, и образован городской округ Хэчжоу; территория бывшего городского уезда Хэчжоу стала при этом районом Бабу в его составе.
В июле 2007 года на основе ранее существовавшего Пингуйского шахтоуправления на стыке района Бабу и уезда Чжуншань был создан административный район Пингуй (平桂管理区). В июле 2016 года он был выделен в отдельный район городского подчинения Пингуй.

## Административное деление
Район делится на 1 уличный комитет, 7 посёлков и 1 национальную волость.